# Arang Khan
|  | Per a altres significats, vegeu «Erengh Khan». |

Arang Khan (també Erenk Khan o Erengh Khan) fou kan de Khivà vers 1714 a 1715. Era kan dels kungrats. Segons el costum dels uzbeks, membres de les famílies reials genguiskànides eren enviats a les diverses hordes (kazakhs, karakalpaks i altres), i la família reial arabshàhida havia subsistit entre la tribu kungrat dels karakalpaks i aralians, i a la mort de Yadigar Khan, el seu kan fou cridat a ocupar el tron de Khivà. Els aralians agafaven el seu nom de l'illa d'Aral al delta de l'Oxus, a la desembocadura del riu a la mar d'Aral. Va governar poc temps i el va succeir Shir Ghazi Khan.